# Гуам Шип'ярд
Футбольний клуб «Гуам Шип'ярд» (англ. Guam Shipyard Football Club) — професійний гуамський футбольний клуб з міста Хагатна. Клуб грає у Футбольній лізі Гуаму, найвищому футбольному дивізіоні острова. Раніше клуб називався «Контінентал Майкронейже Джі-Форс» і «Курс Лайт Сілвер Буллетс». Клуб 9 разів вигравав чемпіонат Гуаму і 4 рази Кубок Гуаму.

## Титули і досягнення
- Чемпіон Гуаму (9): 1995, 1996, 1999, 2000, 2001, 2002, 2003, 2005, 2006
- Володар Кубка Гуаму (4): 2010, 2012, 2015, 2017